# Фаччо, Франко
Франко Фаччо (итал. Franco Faccio), или Франческо Антонио Фаччо (итал. Francesco Antonio Faccio; 8 марта 1840 года, Верона, королевство Ломбардия-Венето — 21 июля 1891 года, Монца, королевство Италия) — итальянский композитор и дирижёр.

## Биография
Франческо Антонио Фаччо родился 8 марта 1840 года в Вероне, в королевстве Ломбардия-Верона в семье владельца гостиницы Джованни Фаччо и Терезы Кареццато. Родители хотели, чтобы он стал священником, но, заметив в нём музыкальные способности, поручили его органисту церкви Святого Лаврентия в Вероне, который обучил Франко Фаччо теории музыки и игре на фортепиано. 31 октября 1855 года он был принят в Миланскую консерваторию в класс Стефано Ронкетти-Монтевити, где подружился с однокурсниками Арриго Бойто и Эмилио Прага. Во время обучения им были написаны две оперы, в 1857 году «Юный пекарь» (итал. Il fornaretto) и в 1859 году «Инес де Кастро» (итал. Ines de Castro). Тогда же в соавторстве с Арриго Бойто в 1860 году сочинил кантату «Четвёртое июня» (итал. Il quattro giugno). 4 сентября 1861 года Франко Фаччо завершил образование, представив кантату «Сёстры Италии» (итал. Le sorelle d'Italia). Вместе с Арриго Бойто, он получил государственную стипендию для поездки с образовательными целями в Париж. Молодой композитор получил рекомендательные письма к Джоаккино Россини и Джузеппе Верди. Во Франции он познакомился с Гектором Берлиозом и Шарлем Франсуа Гуно.
В 1862 году Франко Фаччо вернулся в Италию и поселился в Милане, где на сцене театра Ла Скала 11 сентября 1863 года была впервые поставлена его опера «Фламандские беженцы» (итал. I profughi fiamminghi), написанная им на либретто Эмилио Прага. 30 мая 1865 года на сцене театра Карло Феличе в Генуе состоялась премьера ещё одной оперы композитора, «Гамлет» (итал. Amleto), написанной им на либретто Арриго Бойто по драме Уильяма Шекспира. Вместе с Арриго Бойто Франко Фаччо присоединился к литературному и художественному движению Скапильятура (итал. Scapigliatura).
В 1866 году они с Эмилио Прага, Антоном Джулио Баррили вступили в ряды добровольцев под командованием Джузеппе Гарибальди, организовав так называемую «бригаду консерваторцев». По окончании войны Франко Фаччо вернулся в Милан, где стал частым гостем в салоне графини Клары Маффеи, которая взяла под своё покровительство младшую сестру композитора, Кьярину Фаччо, обучавшуюся вокалу в консерватории. В том же году он был нанят в качестве дирижёра в театр Ла Фениче в Венеции на время традиционного карнавала. Здесь им была поставлена опера «Бал-маскарад» Джузеппе Верди. После ему предложили место дирижёра в Итальянской опере при театре Виктория в Берлине. Здесь в декабре 1867 года им были поставлены оперы «Трубадур», «Эрнани», «Риголетто» и «Бал-маскарад» Джузеппе Верди, «Дон Паскуале» Гаэтано Доницетти и «Севильский цирюльник» Джоаккино Россини, после чего его имя встало в один ряд с именами величайших дирижёров конца XIX века.
В том же 1867 году Франко Фаччо стал директором Миланской консерватории, а в 1872 году и директором театра Ла Скала. Он дирижировал на премьерах опер Джузеппе Верди в Италии: в 1871 году «Аиды» и в 1887 году «Отелло». Руководил постановкой оперы «Эдгар» Джакомо Пуччини. С именем Франко Фаччо связывают возрождение инструментальной музыки в Италии. Он также был руководителем Пармской консерватории.
Длительное время находился в близких отношениях с певицей Ромильдой Панталеони.
Франко Фаччо умер в Монце 21 июля 1891 года.

## Творческое наследие
Творческое наследие композитора включает 4 оперы, 3 кантаты, вокальные сочинения.